# John Williams (zeneszerző)
John Towner Williams (Long Island, New York, 1932. február 8. –) ötszörös Oscar-díjas és többszörös Grammy-díjas amerikai zeneszerző és karmester.
Számos világhírű filmzene szerzője: Csillagok háborúja, Indiana Jones, A cápa, Jurassic Park, Superman, E. T., a földönkívüli, Schindler listája, Ryan közlegény megmentése és Harry Potter I-III.
Négy alkalommal ő írta meg az olimpiai játékok zenéjének főtémáját. Számos televíziós sorozat és koncertdarab fűződik a nevéhez. Steven Spielberg rendezővel gyakran dolgozik együtt.

## Pályája
1932-ben született New Yorkban. 1948-ban költözött Los Angelesbe a családjával, amely mindig is szoros kapcsolatban állt a zenével: apja, Johnny Williams dzsesszdobos volt az 1930-as években, Joseph nevű fia pedig a Toto zenekarban énekel.
A Kaliforniai Egyetem hallgatójaként Mario Castelnuovo-Tedescótól tanulta a komponálás fortélyait. Miután befejezte szolgálatait az amerikai légierőnél, visszatért New Yorkba, és a Juilliard School kötelékébe került, ahol Madame Rosina Lhevinne tanította zongorázni. Eközben dzsesszzongoristaként dolgozott klubokban és felvételeken.
Következő állomásként visszatért Los Angelesbe, ahol elkezdte filmes karrierjét. Olyan komponistákkal dolgozott együtt, mint Bernard Hermann, Alfred Newman és Franz Waxman. Az 1960-as években televíziós műsorokhoz írt zenéket, ezekért négy Emmy-díjat kapott. Több olimpia (a 2002-es téli, az 1984-es, az 1988-as és az 1996-os nyári olimpia) hivatalos zenéjét is jegyzi.
Filmzenei karrierje 1958-ban indult a Daddy-O című filmmel, azóta több mint 150 film zenéjét komponálta és adta elő, például a Star Wars sorozat részeihez írtakat is. Karrierje fordulópontját 1974 jelentette, amikor a Sugarlandi hajtóvadászat című filmen együtt dolgozott a fiatal Steven Spielberggel – akkor kezdődött öt évtizede tartó együttműködésük.
1980 januárjától 1993 decemberéig az 1885-ben alakult Boston Pops Orchestránál dolgozott.

## Díjak, elismerések
Ötszörös Oscar-díjas, 2025 elejéig 54 jelöléssel Walt Disney után (59) ő a második legtöbb Oscar-jelölést elért személy.
Négy filmzenéjéért Golden Globe-díjat is kapott. Erre a díjra 27-szer jelölték, így e téren első helyen áll. 2004-ben részesült a Kennedy Center Honorsban.
7 British Academy Awardot (BAFTA), 26 Grammyt, 3 Emmy-díjat is kapott, több lemeze arany- vagy platinalemez minősítésben részesült.

## Filmzenéi
- Indiana Jones és a sors tárcsája (2023)
- A Fabelman család (2022)
- Star Wars IX. rész – Skywalker kora (2019)
- A Pentagon titkai (2017)
- Star Wars VIII. rész – Az utolsó jedik (2017)
- A barátságos óriás (2016)
- Star Wars VII. rész – Az ébredő Erő (2015)
- A könyvtolvaj (2013)
- Lincoln (2012)
- Hadak útján (2011)
- Tintin kalandjai (2011)
- Indiana Jones és a kristálykoponya királysága (2008)
- München (2005)
- Egy gésa emlékiratai (2005)
- Világok harca (2005)
- Star Wars III. rész – A Sith-ek bosszúja (2005)
- Harry Potter és az azkabani fogoly (2004)
- Terminál (2004)
- Kapj el, ha tudsz (2002)
- Harry Potter és a Titkok Kamrája (2002)
- Különvélemény (2002)
- Star Wars II. rész – A klónok támadása (2002)
- Harry Potter és a bölcsek köve (2001)
- A. I. – Mesterséges értelem (2001)
- A hazafi (2000)
- Angyal a lépcsőn (1999)
- Star Wars I. rész – Baljós árnyak (1999)
- Ryan közlegény megmentése (1998)
- Édesek és mostohák (1998)
- Amistad (1997)
- Az elveszett világ: Jurassic Park (1997)
- Hét év Tibetben (1997)
- Rosewood, az égő város (1997)
- Pokoli lecke (1996)
- Nixon (1995)
- Sabrina (1995)
- Schindler listája (1993)
- Jurassic Park (1993)
- Reszkessetek, betörők! 2. – Elveszve New Yorkban (1992)
- Túl az Óperencián (1992)
- JFK – A nyitott dosszié (1991)
- Hook (1991)
- Reszkessetek, betörők! (1990)
- Ártatlanságra ítélve (1990)
- Stanley és Iris (1990)
- Indiana Jones és az utolsó kereszteslovag (1989)
- Örökké (1989)
- Született július 4-én (1989)
- Az alkalmi turista (1988)
- Az eastwicki boszorkányok (1987)
- A Nap birodalma (1987)
- Űrtábor (1986)
- Emma háborúja (1986)
- A folyó (1984)
- Indiana Jones és a végzet temploma (1984)
- Star Wars VI. rész – A Jedi visszatér (1983)
- E. T., a földönkívüli (1982)
- Monsignor (1982)
- Az elveszett frigyláda fosztogatói (1981)
- Heartbeeps (1981)
- Star Wars V. rész – A Birodalom visszavág (1980)
- Drakula (1979)
- Meztelenek és bolondok (1979)
- A cápa 2. (1978)
- Őrjöngés (1978)
- Superman (1978)
- Fekete vasárnap (1977)
- Harmadik típusú találkozások (1977)
- Star Wars IV. rész – Egy új remény (1977)
- Családi összeesküvés (1976)
- A midwayi csata (1976)
- Missouri fejvadász (1976)
- Bosszú az Eiger csúcsán (1975)
- A cápa (1975)
- Földrengés (1974)
- Pokoli torony (1974)
- Sugarlandi hajtóvadászat (1974)
- Vizsgaláz (1973)
- A férfi, aki szerette a táncoló macskát (1973)
- Tom Sawyer kalandjai (1973)
- A hosszú búcsú (1973)
- Végzetes képzelgések (1972)
- A Poszeidon katasztrófa (1972)
- Cowboyok (1972)
- Hegedűs a háztetőn (1971)
- Zsiványok (1969)
- Viszlát, Mr. Chips! (1969)
- Útmutató házas férfiaknak (1967)
- Buffalo Bill visszatér (1966)
- Hogyan kell egymilliót lopni? (1966)
- El a kezekkel a feleségemtől! (1966)
- Penelope[3] (1966)
- Csupán a bátrak (1965)
- Gyilkosok (1964)

## Fordítás
- Ez a szócikk részben vagy egészben  a   John Williams című angol Wikipédia-szócikk fordításán alapul.  Az eredeti cikk szerkesztőit annak laptörténete sorolja fel. Ez a jelzés csupán a megfogalmazás eredetét és a szerzői jogokat jelzi, nem szolgál a cikkben szereplő információk forrásmegjelöléseként.